# Bura

antiga Acaia

Bura (grec antic: Βοῦρα; gentilici Βουραῖος, català bureu) era una de les dotze ciutats del Peloponnès que van formar la Lliga Aquea. Estava situada a uns 40 estadis del mar i al sud-oest d'Hèlice. Es deia que el seu nom derivava de Bura, una filla de l'heroi Ió i d'Hèlice, filla de Selí, rei d'Acaia.
La ciutat va ser destruïda pel terratrèmol l'any 373 aC que també va destruir Hèlice. Van morir tots els seus habitants, i només es van salvar els que no hi eren. Aquests van reconstruir la ciutat, potser més a l'interior que abans, encara que es diu que era pròxima a la costa. Quan es reconstituí la lliga Aquea el 280 aC, la ciutat tenia un tirà que els seus habitants van matar l'any 275 aC per unir-se a la lliga.
Pausànies la va visitar i explica que tenia temples dedicats a Demèter, a Afrodita, a Ilitia i a Isis. Estrabó diu que una font de la ciutat es deia Síbaris, de la qual derivava el nom del riu Síbaris d'Itàlia (avui Coscile). A l'est de la ciutat hi havia el riu Buraic, i a la vora d'aquest riu, entre Bura i la mar, hi havia una caverna amb un oracle d'Hèracles, anomenat Hèracles Buraic, segons que diuen, a més de Pausànies, Heròdot, Polibi i Diodor de Sicília.
Les ruïnes de la ciutat han estat descobertes entre els rius Bokhusia (antic Cerinites) i Kalavryta (antic Buraic), prop de Trúpia. Ovidi diu que les restes de Bura i les d'Hèlice encara es veien sota el mar, i Plini el Vell fa la mateixa afirmació. Se suposa, per tant, que la primitiva ciutat era a la costa i que després del terratrèmol va ser reconstruïda més a l'interior, però no hi ha consens.